# CD123
CD123 cấu thành chuỗi alpha của receptor interleukin 3. Đây là một protein dạng cụm biệt hóa hóa có gen quy định là IL3RA nằm trên nhiễm sắc thể X của người.

## Trong y học
CD123 biểu hiện trên bề mặt của một số tế bào bạch cầu, bao gồm bệnh bạch cầu myeloid cấp tính, bệnh bạch cầu tế bào tua dạng tương bào, bệnh bạch cầu tế bào lông, u lympho Hodgkin, do đó trở thành mục tiêu tiềm năng để điều trị các bệnh này.